# Süütei tsai
Le süütei tsai (du mongol : ᠰᠦᠨ ᠲᠡᠢ ᠴᠠᠢ ; mongol cyrillique : сүүтэй цай ; également, en touvain : сүттүг-шай (süttüg tsai), en turc : sütlü çay), pouvant également être retranscrit par suuteï tsaï ou d'autres formes proches), est le thé au lait (généralement de jument, de yack, de chamelle, de brebis ou encore de vache) salé, typique des traditions mongoles ou proches, kazakhs, kyrgyzs, etc.

## Consommation

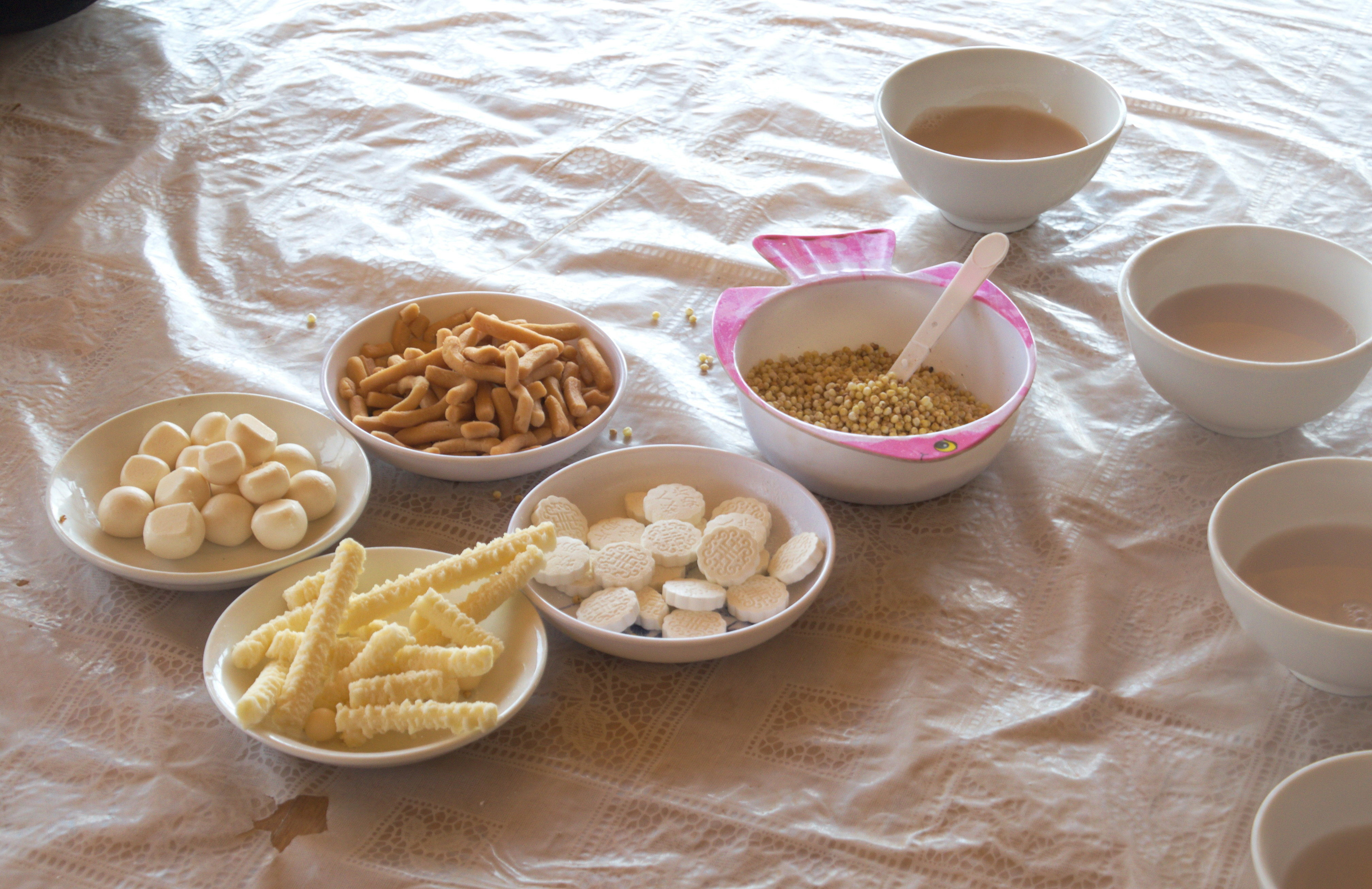
Süütei tsai, bonbons de yaourt (aaruul), dans les steppes du nord de Hohhot.

Lors de la consommation, on ajoute souvent du millet commun frit (en mongol : шар будаа (shar budaa), en chinois : 蒙古米, ménggǔmǐ, « riz mongol » ou 糜子米, méizimǐ, et l'on mange divers bonbons de yaourt séché, appelés aaruul (mongol bichig : ᠠᠭᠠᠷᠤᠤᠯ, cyrillique : ааруул).

## Préparation
L'eau est portée à ébullition, puis le thé est ajouté. Après quelques minutes, on ajoute le lait et le sel ; puis on aère longuement. On peut également y ajouter des morceaux de beurre, ou bien une cuillerée de farine.
On emploie du lait de vache, de yack ou de jument.
Le thé utilisé était autrefois en brique, plus facile à transporter depuis les plaines de Chine où il était cultivé. Aujourd'hui, les Mongols utilisent n'importe quel thé en vrac, les transports modernes permettant de convoyer rapidement n'importe quel thé.
On peut également trouver, aujourd'hui, ce type de thé, en sachets de poudre lyophilisés, prêt à être mélangé à de l'eau bouillie.